# Phytoliriomyza mollis
Phytoliriomyza mollis är en tvåvingeart som beskrevs av Spencer 1977. Phytoliriomyza mollis ingår i släktet Phytoliriomyza och familjen minerarflugor. Inga underarter finns listade i Catalogue of Life.